# Begonia mariae
Espèce
Begonia mariae est une espèce de plantes de la famille des Begoniaceae.
L'espèce fait partie de la section Casparya.
Elle a été décrite en 1973 par Lyman Bradford Smith (1904-1997).

## Répartition géographique
Cette espèce est originaire du pays suivant : Venezuela.